# Anastasij Wonsiacki
Anastasij Wonsiacki ros. Анаста́сий Андре́евич Вонся́цкий, też jako Anastazy Wąsiacki (ur. 12 czerwca 1898 w Warszawie, zm. 5 lutego 1965 roku w St. Petersburg) – rosyjski polityk faszystowski, przywódca Wszechrosyjskiej Organizacji Faszystowskiej i Wszechrosyjskiej Partii Faszystowskiej.

## Dzieciństwo i edukacja
Urodził się w Warszawie, był synem Andrieja Nikołajewicza Wonsiackiego, pułkownika carskiej żandarmerii i Niny Anastasijewny Pluszczewskiej. Ojciec Anastasija zginął w czerwcu 1910 w Radomiu z rąk polskich rewolucjonistów. W tym czasie jego syn został wysłany do Moskwy, gdzie uczył się w 1 Moskiewskim Korpusie Kadetów, a następnie od 1916 w Akademii Wojskowej dla oficerów kawalerii w Sankt Petersburgu. W 1917 przerwał naukę w szkole i trafił na front.

## Służba wojskowa
Jako kadet Akademii Wojskowej w Petersburgu Wonsiacki przyłączył się do Armii Ochotniczej Antona Denikina i pod komendą pułkownika Wasilija Gerszelmana wziął udział w walkach przeciwko bolszewikom w rejonie Rostowa nad Donem. W czasie walk był dwukrotnie ranny. W 1919 awansował do stopnia kapitana, ale udział w dalszych walkach uniemożliwiła mu choroba (tyfus). W marcu 1920 opuścił Rosję wraz z żoną Ljubą Muromską. Przez miesiąc leczył się w brytyjskim szpitalu na Gallipoli. Stamtąd poprzez Turcję i Francję dotarł do Londynu, gdzie mieszkał w domu Feliksa Jusupowa. 30 lipca 1923 na pokładzie SS France dotarł do Stanów Zjednoczonych. Przez kilka lat pracował w firmie produkującej parowozy. 30 września 1927 został naturalizowany, a w 1930 stanął przed amerykańską komisją wojskową i trafił do korpusu amerykańskich oficerów rezerwy w stopniu podporucznika (first lieutenant).

## Działalność polityczna
W latach 20 XX w. Wonsiacki współpracował z Rosyjską Partią Faszystowską, działającą w Mandżurii. W 1933 Wonsiacki zerwał współpracę z tą organizacją i założył Robotniczo-Chłopską Partię Faszystów, której siedzibą stała się posiadłość Wonsiackiego w stanie Connecticut. Tam też ukazywało się rosyjskojęzyczne pismo Faszist. W 1934 organizacja kierowana przez Wonsiackiego połączyła się z Rosyjska Partia Faszystowska Konstantina Rodzajewskiego, działającą w Mandżurii. W tym samym roku Wonsiacki stanął na czele partii, którą kierował przez rok.
W czasie II wojny światowej działalność Wonsiackiego stała się przedmiotem zainteresowania FBI, z uwagi na jego proniemieckie poglądy i współpracę z amerykańskimi nazistami, w tym z Williamem Dudleyem Pelleyem oraz przywódcą organizacji German American Bund, Fritzem Kuhnem. W czerwcu 1942 stanął przed sądem i został skazany na pięć lat więzienia i karę grzywny w wysokości 5 tysięcy dolarów. Trafił do więzienia federalnego w Springfield w stanie Missouri, gdzie przebywał przez trzy lata. Po uwolnieniu Wonsiacki osiadł w St.Petersburgu, w stanie Floryda, gdzie pisał do czasopism rosyjskojęzycznych i tworzył muzeum ostatniego Imperatora Rosji Mikołaja II.

## Życie osobiste
W latach 20 XX w. na terytorium dzisiejszej Ukrainy Wonsiacki poślubił Lubę Muromską. W lutym 1922 ożenił się po raz drugi - z Marion Buckingham Ream, córką biznesmena Normana Reama, mimo braku rozwodu z pierwszego małżeństwa. Po uznaniu go przez sąd za bigamistę, Wonsiacki zerwał kontakty ze swoją żoną i zaangażował się w związek z Edith Priscillą Royster, z którą miał syna Andrieja (ur. 1950). Anastasij Wonsiacki zmarł 5 lutego 1965 z powodu niewydolności krążenia w szpitalu w Saint Petersburgu (na Florydzie) i został pochowany na West Thompson Cemetery w Thompson w stanie Connecticut. Dokumenty, które pozostawił po sobie trafiły do Archiwum Hoovera w Kalifornii. W 1963 w brazylijskim São Paulo ukazały się wspomnienia Wonsiackiego Сухая гильотина: американская юстиция во времена Рузвельта.